# Монголска калиграфија
Монголска калиграфија је облик калиграфије или уметничког писања монголског језика.
Иако Монголија користи ћирилично писмо које је усвојено током комунистичке ере, монголска калиграфија је написана традиционалним монголским писмом. Монголска калиграфија је 2013. године уписана на Унескову листу нематеријалног културног наслеђа коме је потребна хитна заштита. Тренутно само три средовечна научника добровољно обучавају малу заједницу од око двадесет младих калиграфа. Традиционално, ментори бирају најбоље ученике и обучавају их за калиграфе у периоду од пет до осам година. Ученици и наставници су везују и настављају да подстичу једни друге. Брзина друштвене трансформације, урбанизација и глобализација довели су до значајног пада броја младих калиграфа.

## Имплементација
Оловка од трске је била одабрани инструмент за писање све до 18. века, када је четкица заузела ово место под кинеским утицајем. Оловке су историјски прављене и од дрвета, трске, бамбуса, кости, бронзе или гвожђа. Коришћено је црно или цинобер црвено мастило, а писано је на брезовој кори, папиру, тканинама од свиле или памука и дрвеним или сребрним плочама.
- Галерија

## УНЕСКО
Монголска калиграфија је техника рукописа у класичном монголском писму, која се састоји од деведесет слова повезаних вертикално непрекидним потезима како би се створиле речи. Слова се формирају од шест главних потеза. Ово писање се користи за званична писма, позивнице, дипломатску преписку и љубавна писма; за амблеме, логотипе, новчиће и марке у „савијеним“ облицима.  Повећање трошкова живота значи да ментори више не могу себи приуштити да подучавају млађу генерацију без накнаде. Стога су потребне посебне мере да се млади људи привуку традиционалној уметности писања и да се очува и ревитализује традиција монголског писма и калиграфије.